# 카베라마이도구
카베라마이도구(Kaberamaido)는 우간다 중동부에 위치한 구로, 행정 중심지는 카베라마이도이며 면적은 1,646km2, 인구는 122,924명(2002년 인구 조사 기준)이다. 키오가 호와 크와니아 호 사이에 위치한다.
행정 구역상으로는 동부 주에 속하며 2개 군(카베라마이도 군, 칼라키 군)을 관할한다. 북동쪽으로는 아무리아 구, 북서쪽으로는 도콜로 구, 북쪽으로는 리라 구, 서쪽으로는 아몰라타르 구, 남서쪽으로는 키오가 호를 경계로 카물리 구와 접한다.

## 인구
| 연도 | Est. Pop. | ±%    |
| ---- | --------- | ----- |
| 2002 | 131,700   | —     |
| 2003 | 137,200   | +4.2% |
| 2004 | 143,000   | +4.2% |
| 2005 | 149,000   | +4.2% |

| 연도 | Est. Pop. | ±%    |
| ---- | --------- | ----- |
| 2006 | 155,300   | +4.2% |
| 2007 | 161,800   | +4.2% |
| 2008 | 168,600   | +4.2% |
| 2009 | 175,700   | +4.2% |

| 연도 | Est. Pop. | ±%    |
| ---- | --------- | ----- |
| 2010 | 183,100   | +4.2% |
| 2011 | 190,800   | +4.2% |

## 같이 보기
- 동부주 (우간다)
- 우간다의 행정 구역